# Gulstrupig parakit
Gulstrupig parakit (Polytelis swainsonii) är en fågel i familjen östpapegojor inom ordningen papegojfåglar.

## Utbredning
Fågeln förekommer enbart i det inre av sydöstra Australien (New South Wales och norra Victoria). Den behandlas som monotypisk, det vill säga att den inte delas in i några underarter.

## Status
Gulstrupig parakit har ett begränsat utbredningsområde och beståndet är relativt litet, uppskattat till mellan 10 000 och 20 000 vuxna individer. Den tros dock öka i antal. IUCN kategoriserar arten som livskraftig.

## Namn
Fågelns vetenskapliga artnamn hedrar William Swainson (1789-1855), engelsk naturforskare, konstnär och samlare.

## Bildgalleri

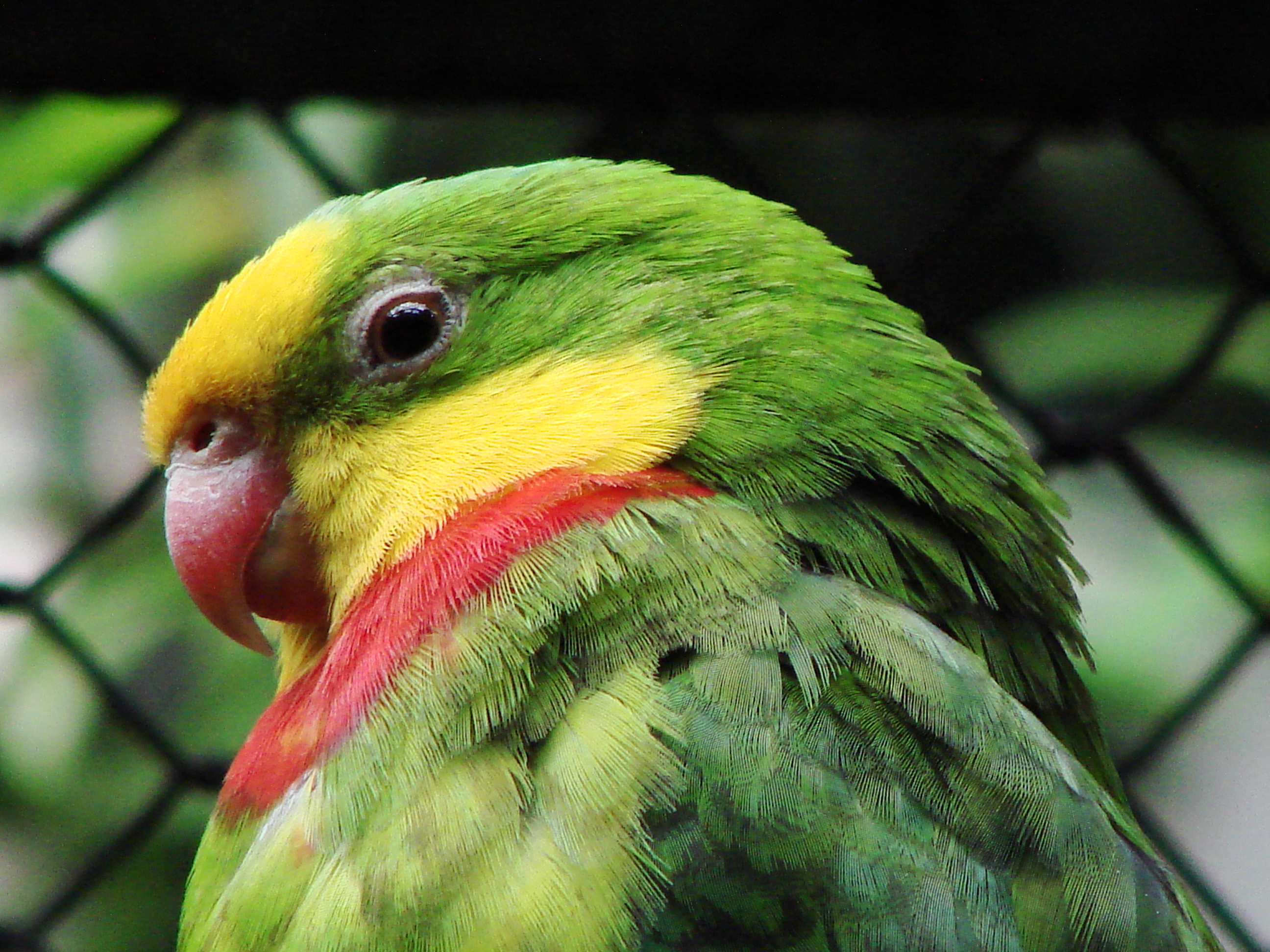
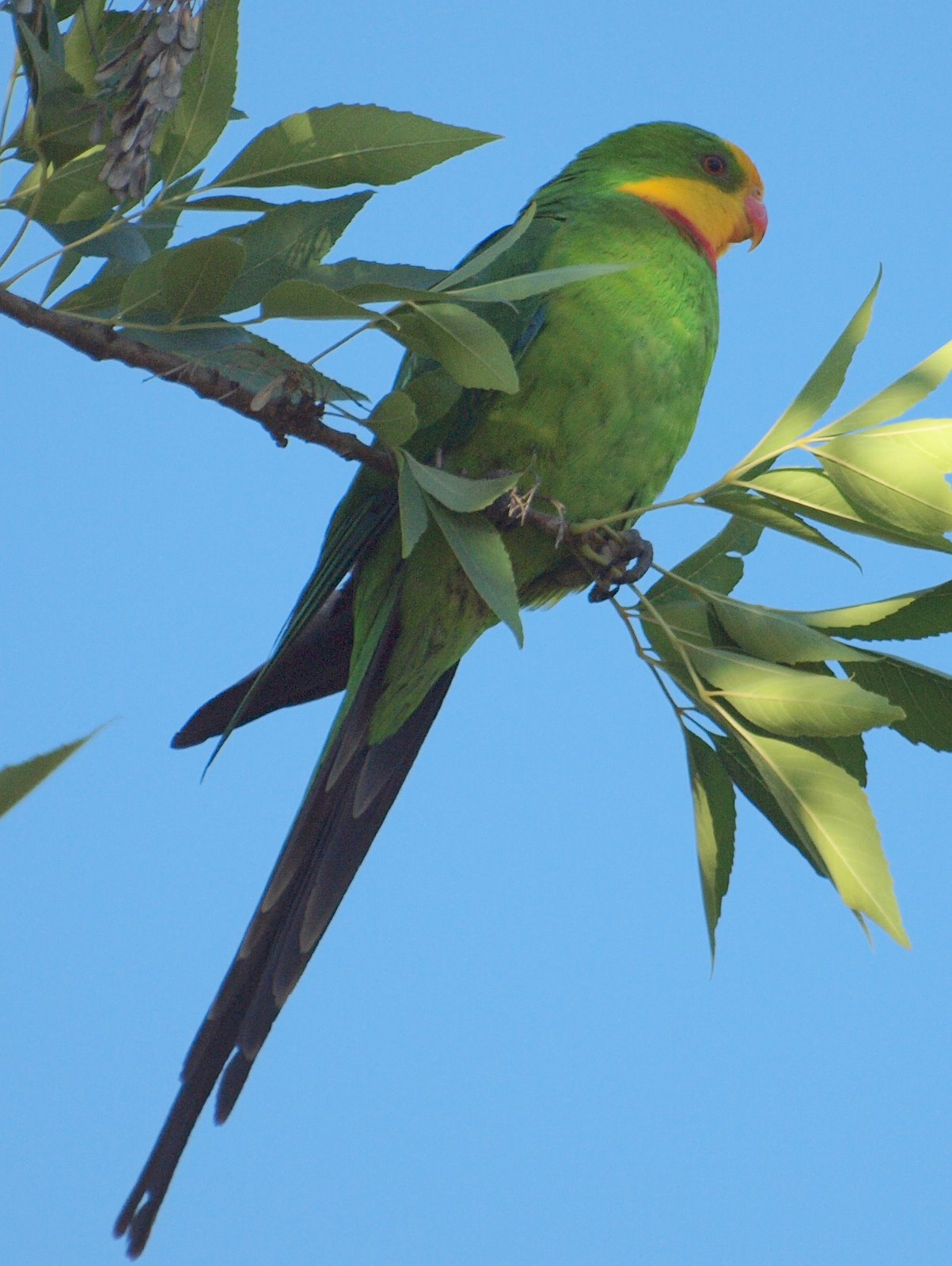
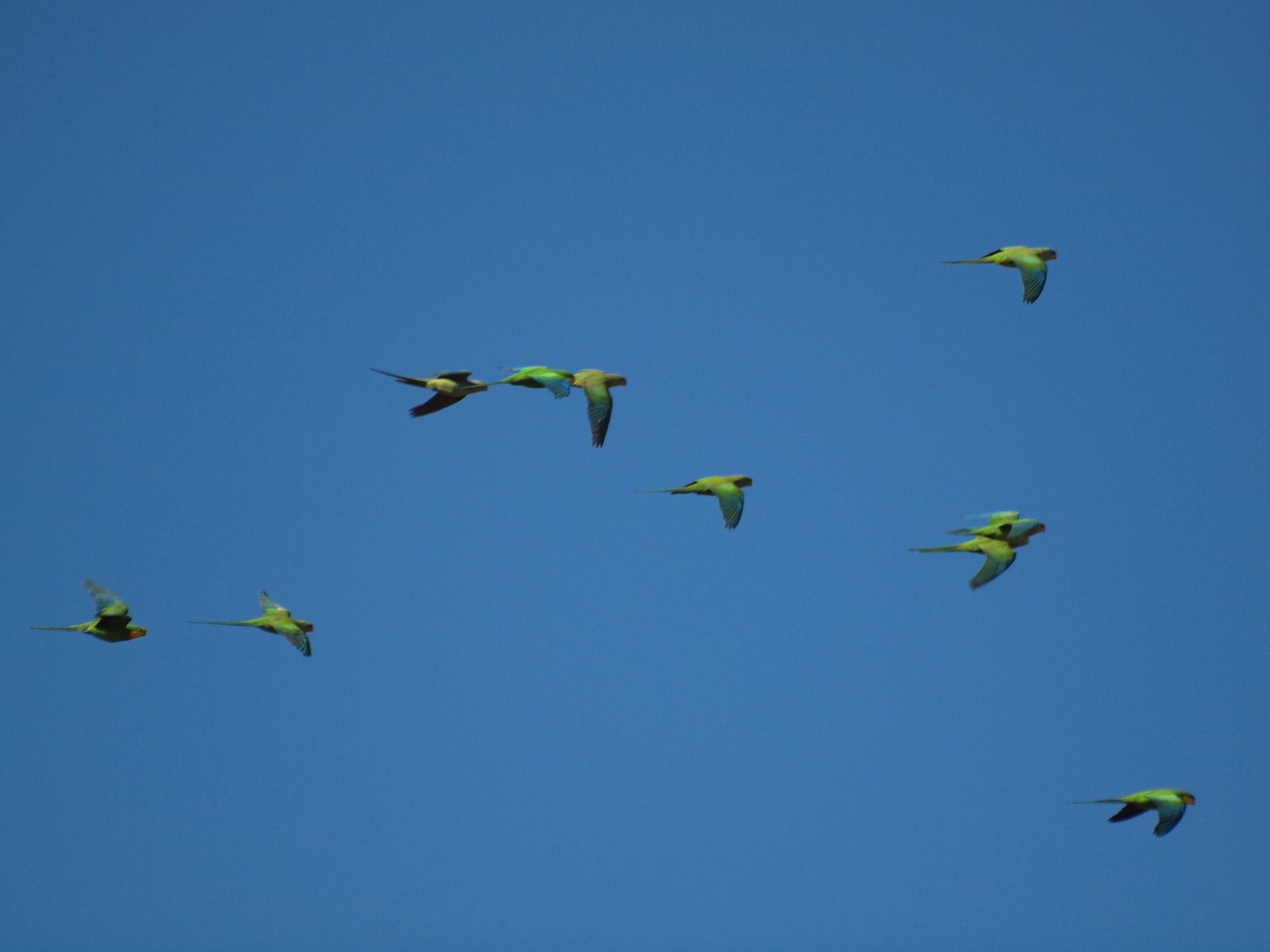
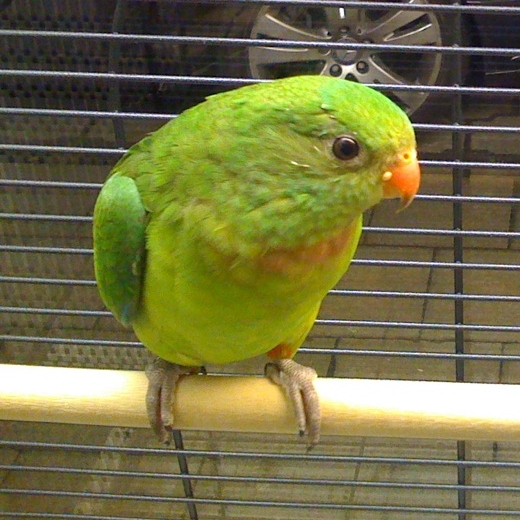
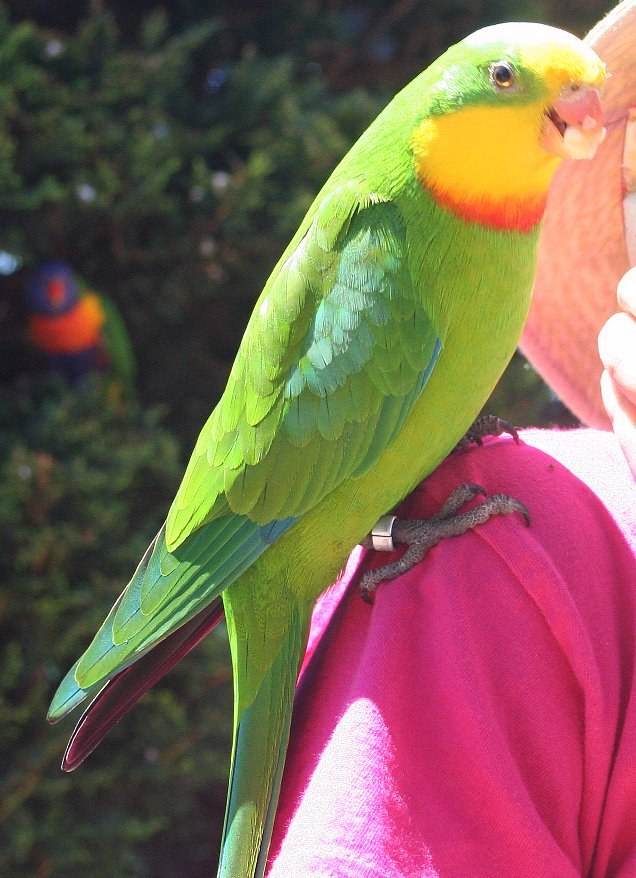